# Alegeri legislative în Franța, 2022
Pe 12 și 19 iunie 2022 au loc alegeri legislative în Franța pentru a alege cei 577 de membri ai celei de-a 16-a Adunări Naționale a celei de-A Cincea Republici Franceze. Alegerile au loc în urma alegerilor prezidențiale din 2022, care au avut loc în aprilie. Au fost descrise drept cele mai indecise alegeri legislative de la stabilirea mandatului de cinci ani și inversarea calendarului electoral în 2002.

## Fundal

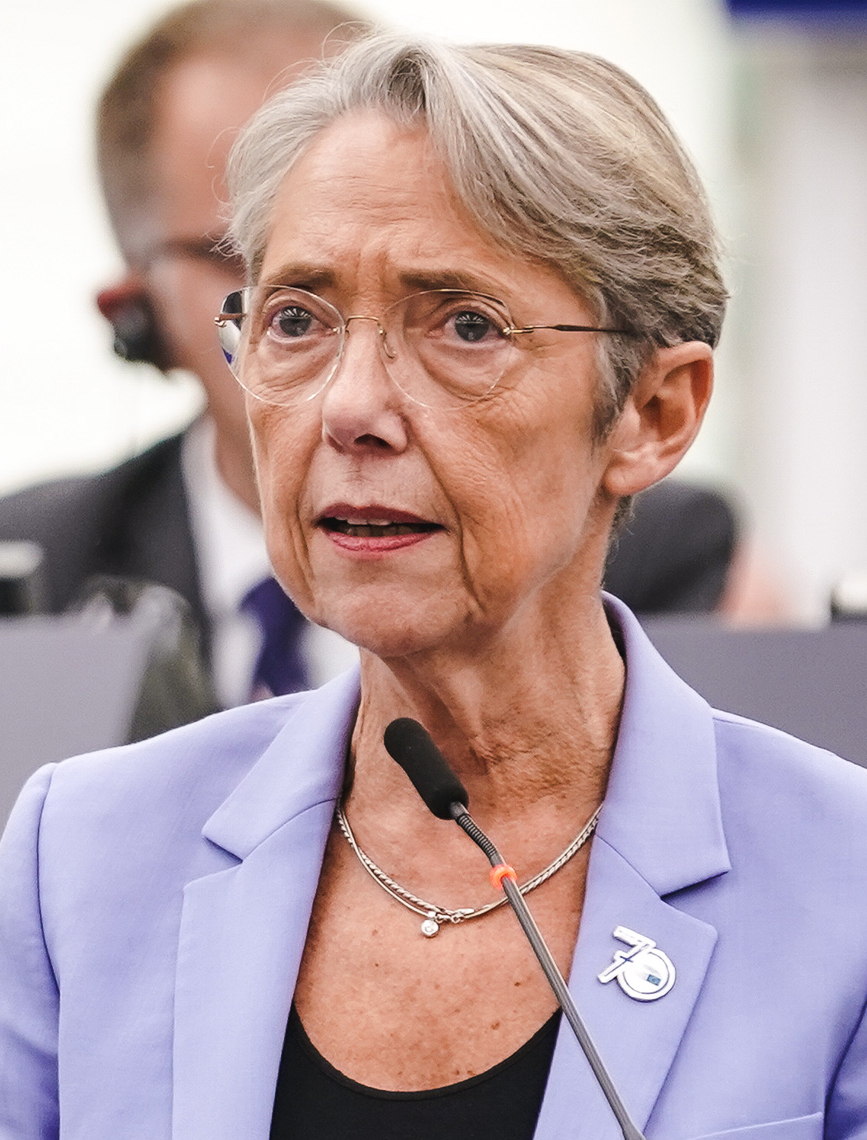
Prim-ministrul Franței Élisabeth Borne ales în anul 2022

Ca urmare a alegerilor legislative din 2017, partidul președintelui Emmanuel Macron La République En Marche! (LREM) și aliații săi au format o majoritate în Adunarea Națională. Grupul La République en Marche are 308 deputați; the Mișcarea Democrată (MoDem) și partidele afiliate are 42 de deputați; și Agir ensemble, care a fost creat în noiembrie 2017, are 9 deputați.
Schimbarea sistemului electoral la unul cu reprezentare proporțională a fost discutat. Deși propunerea de a avea sprijinul din parlament pentru alegerea unui sistem de reprezentare proporțională ce a fost inclus în platforma lui Macron în 2017, această promisiune electorală nu a fost îndeplinită. O promisiune similară a fost făcută de François Hollande în 2012.
Alegerile prezidențiale din 2022 au avut loc pe 10 și 24 aprilie. Cum niciun candidat nu a obținut majoritatea în primul tur, o a doua rundă a avut loc, în care Emmanuel Macron a înfrânt-o pe Marine Le Pen și a fost reales în postul de Președinte al Franței. Macron, de la partidul centrist La République En Marche! (LREM), a înfrânt-o pe Le Pen, liderul partidului de extremă dreapta Adunarea Națională (RN), cum s-a întâmplat și la alegerile prezidențiale din 2017. În prima rundă, Macron a preluat conducerea cu 27.9% din voturi, în timp ce Valérie Pécresse, candidatul Republicanilor, a obținut sub 5% din voturi în prima rundă, fiind cel mai slab rezultat din istoria partidului și ai predecesorilor săi Gauliști. Anne Hidalgo, primarul Parisului, a obținut doar 1.75% din voturi, fiind cel mai slab rezultat din istoria Partidului Socialist (PS). Jean-Luc Mélenchon de la partidul stângii populiste La France Insoumise (LFI) a obținut locul 3 în prima rundă, obținând 21.95% din voturi, doar cu 1.2% mai puțin decât Le Pen, de asemenea, a fost pe primul loc în grupele de vârstă 18–24 și 25–34 de ani, precum și în Île-de-France, cea mai populată regiune a Franței.
În contextul participării comune la alegerile legislative, La France Insoumise, cea mai mare forță de stânga la alegerile prezidențiale, a căutat să unească principalele partide de stânga în jurul steagului Noii Uniuni Populare Ecologiste și Sociale. Au avut loc discuții cu Polul Ecologist și Partidul Comunist Francez care s-au alăturat coaliției pe 1 mai, în timp ce Partidul Socialist a ajuns la un acord de a se alătura coaliției pe 4 mai.
Pe 5 mai 2022, LREM și-a schimbat numele în Renaissance, introducându-și coaliția centristă pentru alegerile legislative formată din partidele majorității prezidențiale numită Ensemble.
Pe 16 mai 2022, Macron a numit-o pe Élisabeth Borne în funcția de prim-ministru, înlocuindu-l pe Jean Castex. Borne, membru al Renaissance și fost membru al Partidului Socialist, a fost Ministru al Muncii, Ocupării Forței de Muncă și Incluziunii Economice al lui Macron înainte de numirea ei ca prim-ministru. Este doar a doua femeie care ocupă funcția.

## Date
Potrivit prevederilor Codului Electoral, alegerile legislative trebuie să se desfășoare în termen de 60 de zile înainte de expirarea competențelor Adunării Naționale aflate în deplasare atașată celei de-a treia zile de marți a lunii iunie, la cinci ani de la data acesteia. Sfârșitul mandatului Adunării Naționale aleasă în 2017 este stabilit pentru 21 iunie 2022. Datele pentru alegerile legislative din Franța continentală au fost stabilite pentru 12 și 19 iunie. Declarațiile pentru candidatură trebuiesc întocmite nu mai târziu de 20 mai pentru prima rundă și până pe 14 iunie pentru a doua rundă. Cetățenii francezi care locuiesc în străinătate au putut vota în zilele premergătoare scrutinului.

## Sistem electoral
Cei 577 de deputați ai parlamentului care alcătuiesc Adunarea Națională sunt aleși pentru cinci ani printr-un sistem cu două tururi cu un singur membru în circumscripțiile electorale. În primul tur este ales un candidat care obține majoritatea absolută de voturi valabile și un total de voturi egal cu 25% din electoratul înregistrat. În cazul în care niciun candidat nu atinge acest prag, se organizează un tur de scrutin între candidații care au primit un total de voturi egal cu 12,5% din electorat. Este ales candidatul care a primit cele mai multe voturi în al doilea tur.

## Partide
| Partide | Partide                                        | Partide                                        | Lider | Poziție                                                                                                   | Ideologie | Adunarea Națională | Senat     | Președinții consiliilor regionale | Președinții consiliilor departamentale |
| ------- | ---------------------------------------------- | ---------------------------------------------- | --- | --- | --- | ------------------ | --------- | --------------------------------- | -------------------------------------- |
|         | Cetățenii Împreună                             | Cetățenii Împreună                             | Stanislas Guerini, Jean Castex, Richard Ferrand (LREM) François Bayrou (MoDem) Édouard Philippe (Orizonturi) | Centru | Liberalism, Liberalism social, Pro-europenism, Politică verde, Reformism, Social democrație, Liberalism conservator                               | 347 / 570          | 31 / 348  | 0 / 17                            | 1 / 101                                |
|         | La République En Marche!                       | Centru                                         | Stanislas Guerini, Jean Castex, Richard Ferrand (LREM) François Bayrou (MoDem) Édouard Philippe (Orizonturi) | | Liberalism, Liberalism social, Pro-europenism, Politică verde, Reformism, Social democrație, Liberalism conservator                               | 347 / 570          | 31 / 348  | 0 / 17                            | 1 / 101                                |
|         | Mișcarea Democrată                             | Centru spre centru-dreapta                     | Stanislas Guerini, Jean Castex, Richard Ferrand (LREM) François Bayrou (MoDem) Édouard Philippe (Orizonturi) | | Liberalism, Liberalism social, Pro-europenism, Politică verde, Reformism, Social democrație, Liberalism conservator                               | 347 / 570          | 31 / 348  | 0 / 17                            | 1 / 101                                |
|         | Agir                                           | Centru-dreapta                                 | Stanislas Guerini, Jean Castex, Richard Ferrand (LREM) François Bayrou (MoDem) Édouard Philippe (Orizonturi) | | Liberalism, Liberalism social, Pro-europenism, Politică verde, Reformism, Social democrație, Liberalism conservator                               | 347 / 570          | 31 / 348  | 0 / 17                            | 1 / 101                                |
|         | Teritoriile Progresului                        | Centru spre centru-stânga                      | Stanislas Guerini, Jean Castex, Richard Ferrand (LREM) François Bayrou (MoDem) Édouard Philippe (Orizonturi) | | Liberalism, Liberalism social, Pro-europenism, Politică verde, Reformism, Social democrație, Liberalism conservator                               | 347 / 570          | 31 / 348  | 0 / 17                            | 1 / 101                                |
|         | Orizonturi                                     | Centru-dreapta                                 | Stanislas Guerini, Jean Castex, Richard Ferrand (LREM) François Bayrou (MoDem) Édouard Philippe (Orizonturi) | | Liberalism, Liberalism social, Pro-europenism, Politică verde, Reformism, Social democrație, Liberalism conservator                               | 347 / 570          | 31 / 348  | 0 / 17                            | 1 / 101                                |
|         | Partidul Radical                               | Centru                                         | Stanislas Guerini, Jean Castex, Richard Ferrand (LREM) François Bayrou (MoDem) Édouard Philippe (Orizonturi) | | Liberalism, Liberalism social, Pro-europenism, Politică verde, Reformism, Social democrație, Liberalism conservator                               | 347 / 570          | 31 / 348  | 0 / 17                            | 1 / 101                                |
|         | En Commun !                                    | Centru-stânga                                  | Stanislas Guerini, Jean Castex, Richard Ferrand (LREM) François Bayrou (MoDem) Édouard Philippe (Orizonturi) | | Liberalism, Liberalism social, Pro-europenism, Politică verde, Reformism, Social democrație, Liberalism conservator                               | 347 / 570          | 31 / 348  | 0 / 17                            | 1 / 101                                |
|         | Partidul Ecologist                             | Centru-stânga                                  | Stanislas Guerini, Jean Castex, Richard Ferrand (LREM) François Bayrou (MoDem) Édouard Philippe (Orizonturi) | | Liberalism, Liberalism social, Pro-europenism, Politică verde, Reformism, Social democrație, Liberalism conservator                               | 347 / 570          | 31 / 348  | 0 / 17                            | 1 / 101                                |
|         | Nouvelle Union Populaire écologiste et sociale | Nouvelle Union Populaire écologiste et sociale | Jean-Luc Mélenchon                                                                                           | Stânga | Socialism democratic, Social democrație, Ecologism, Politică verde, Alter-globalization Facțiuni: Ecologie profundă, Comunism, Populism de stânga | 106 / 570          | 64 / 348  | 5 / 17                            | 28 / 101                               |
|         | Partidul Socialist                             | Olivier Faure                                  | Centru-stânga                                                                                                | Social democrație, Pro-europenism                                                                         | | 106 / 570          | 64 / 348  | 5 / 17                            | 28 / 101                               |
|         | La France Insoumise                            | Adrien Quatennens                              | Stânga spre extrema stângă                                                                                   | Socialism democratic, Eco-socialism, Ecologism, Suveranism, Populism de stânga, Euroscepticism            | | 106 / 570          | 64 / 348  | 5 / 17                            | 28 / 101                               |
|         | Partidul Comunist Francez                      | Fabien Roussel                                 | Stânga | Comunism                                                                                                  | | 106 / 570          | 64 / 348  | 5 / 17                            | 28 / 101                               |
|         | Ecologia Europeană - Verzii                    | Julien Bayou                                   | Centru-stânga spre stânga                                                                                    | Politică verde                                                                                            | | 106 / 570          | 64 / 348  | 5 / 17                            | 28 / 101                               |
|         | Uniunea de Centru-Dreapta                      | Uniunea de Centru-Dreapta                      | Christian Jacob                                                                                              | Centru-dreapta                                                                                            | Gaulism, Conservatorism liberal, Creștin democrație                                                                                               | 116 / 570          | 165 / 348 | 6 / 17                            | 57 / 101                               |
|         | Republicanii                                   | Centru-dreapta                                 | Christian Jacob                                                                                              | Gaulism, Conservatorism liberal, Creștin democrație                                                       | | 116 / 570          | 165 / 348 | 6 / 17                            | 57 / 101                               |
|         | Uniunea Democraților și Independenților        | Jean-Christophe Lagarde                        | Centru spre centru-dreapta                                                                                   | Liberalism, Pro-europenism                                                                                | | 116 / 570          | 165 / 348 | 6 / 17                            | 57 / 101                               |
|         | Uniunea pentru Franța                          | Uniunea pentru Franța                          | Nicolas Dupont-Aignan                                                                                        | Dreapta spre extrema dreaptă                                                                              | Conservatorism național, Naționalism francez, Euroscepticism                                                                                      | 2 / 570            | 0 / 348   | 0 / 17                            | 0 / 101                                |
|         | Debout La France                               | Nicolas Dupont-Aignan                          | Dreapta spre extrema dreaptă                                                                                 | Naționalism francez, Conservatorism naționalist, Gaulism, Euroscepticism, Suveranism, Populism de dreapta | | 2 / 570            | 0 / 348   | 0 / 17                            | 0 / 101                                |
|         | Patrioții                                      | Florian Philippot                              | Dreapta spre extrema dreaptă                                                                                 | Naționalism francez, Euroscepticism dur, Suveranism, Populism de dreapta, Gaulism                         | | 2 / 570            | 0 / 348   | 0 / 17                            | 0 / 101                                |
|         | Partidul Radical al Stângii                    | Partidul Radical al Stângii                    | Guillaume Lacroix                                                                                            | Centru-stânga                                                                                             | Liberalism social, Pro-europenism, Federalism european                                                                                            | 3 / 570            | 2 / 348   | 0 / 17                            | 2 / 101                                |
|         | Adunarea Națională                             | Adunarea Națională                             | Marine Le Pen                                                                                                | Extrema dreaptă                                                                                           | Naționalism francez, Conservatorism naționalist, Naționalism economic, Protecționism, Populism de dreapta, Euroscepticism                         | 6 / 570            | 1 / 348   | 0 / 17                            | 0 / 101                                |
|         | Reconquête                                     | Reconquête                                     | Éric Zemmour                                                                                                 | Dreapta spre extrema dreaptă                                                                              | Naționalism francez, Conservatorism naționalist, Mercantilism, Populism de dreapta, Antiimigrație, Asimilaționism                                 | 1 / 570            | 0 / 348   | 0 / 17                            | 0 / 101                                |
|         | Liga Sudului                                   | Liga Sudului                                   | Jacques Bompard                                                                                              | Extrema dreaptă                                                                                           | Naționalism francez, Euroscepticism dur, Conservatorism social, Suveranism, Poujardism, Populism de dreapta, Regionalism                          | 1 / 570            | 0 / 348   | 0 / 17                            | 0 / 101                                |
|         | Volt Franța                                    | Volt Franța                                    | Mathieu Pouletty                                                                                             | Centru spre centru-stânga                                                                                 | Federalism european | 0 / 570            | 0 / 348   | 0 / 17                            | 0 / 101                                |
|         | Alții                                          | Alții                                          | - | - | - | 34 / 570           | 39 / 348  | 6 / 17                            | 19 / 101                               |

## Sondaje de opinie

### Prima rundă
| Firma de sondare   | Dată                  | Mărime eșantion | LO-NPA             | NUPES                           | NUPES         | NUPES | NUPES | DVG PRG FRG | ECO   | PA    | EC     | DVC   | UDC    | DVD   | DLF LP | RN     | REC   | Alții | Ind.  |       |       |       |       |      |      |      |       |      |       |      |      |       |      |      |      |
| Firma de sondare   | Dată                  | Mărime eșantion | LO-NPA             | PCF                             | LFI           | PS    | EELV  | DVG PRG FRG | ECO   | PA    | EC     | DVC   | UDC    | DVD   | DLF LP | RN     | REC   | Alții | Ind.  |       |       |       |       |      |      |      |       |      |       |      |      |       |      |      |      |
| ------------------ | --------------------- | --------------- | ------------------ | ------------------------------- | ------------- | ----- | ----- | ----------- | ----- | ----- | ------ | ----- | ------ | ----- | ------ | ------ | ----- | ----- | ----- | ----- | ----- | ----- | ----- | ---- | ---- | ---- | ----- | ---- | ----- | ---- | ---- | ----- | ---- | ---- | ---- |
| Firma de sondare   | Dată                  | Mărime eșantion | LO-NPA             | Alegerile parlamentare din 2022 | 12 iunie 2022 | –     | 1.2%  | DVG PRG FRG | ECO   | PA    | EC     | DVC   | UDC    | DVD   | DLF LP | RN     | REC   | Alții | Ind.  | 25.7% | 25.7% | 25.7% | 25.7% | 3.7% | 2.7% | 2.7% | 25.7% | 1.2% | 11.3% | 2.3% | 1.1% | 18.7% | 4.3% | 1.3% | 0.8% |
| Firma de sondare   | Dată                  | Mărime eșantion | Ipsos-Sopra Steria | 12 iunie 2022                   | Exit poll     | 1.3%  | 25.6% | 25.6%       | 25.6% | 25.6% | 3.7%   | 2.7%  | 2.7%   | 25.2% | 1.3%   | 13.6%  | 13.6% | 1.1%  | 19.1% | 4.1%  | 2.3%  | 2.3%  |       |      |      |      |       |      |       |      |      |       |      |      |      |
| Elabe BFMTV        | 12 iunie 2022         | 1.2%            | 26.2%              | 26.2%                           | 26.2%         | 26.2% | 3.3%  | –           | –     | 25.8% | –      | 11.1% | 1.9%   | 1.2%  | 19.1%  | 4.3%   | 5.9%  | 5.9%  |       |       |       |       |       |      |      |      |       |      |       |      |      |       |      |      |      |
| Ifop-Fiducial      | 12 iunie 2022         | 1.4%            | 26.1%              | 26.1%                           | 26.1%         | 26.1% | 3%    | –           | –     | 25.6% | –      | 11.3% | 3.2%   | 1.1%  | 19.2%  | 4.1%   | 5%    | 5%    |       |       |       |       |       |      |      |      |       |      |       |      |      |       |      |      |      |
| Harris-Interactive | 12 iunie 2022         | 1.5%            | 25%                | 25%                             | 25%           | 25%   | 5.5%  | 5.5%        | –     | 25%   | 1%     | 11.5% | 2.5%   | 1.2%  | 19%    | 4.5%   | 3.3%  | 3.3%  |       |       |       |       |       |      |      |      |       |      |       |      |      |       |      |      |      |
| Elabe              | 30 mai–iunie 2022     | 2,000           | 1.5%               | 25%                             | 25%           | 25%   | 25%   | 2.5%        | –     | –     | 24.5%  | 24.5% | 12.5%  | 1.5%  | 1.5%   | 22%    | 4.5%  | 4.5%  | 4.5%  |       |       |       |       |      |      |      |       |      |       |      |      |       |      |      |      |
| OpinionWay-Kéa     | 28–31 mai 2022        | 3,008           | 1%                 | 26%                             | 26%           | 26%   | 26%   | 2%          | 2%    | 1%    | 27%    | 27%   | 11%    | 1%    | 1%     | 20%    | 6%    | –     | 2%    |       |       |       |       |      |      |      |       |      |       |      |      |       |      |      |      |
| Harris-Interactive | 27–30 mai 2022        | 2,371           | 2%                 | 24%                             | 24%           | 24%   | 24%   | 4%          | –     | 2%    | 27%    | 1%    | 9%     | 1%    | 1%     | 21%    | 7%    | 1%    | 1%    |       |       |       |       |      |      |      |       |      |       |      |      |       |      |      |      |
| Ifop-Fiducial      | 25–28 mai 2022        | 1,796           | 1%                 | 25%                             | 25%           | 25%   | 25%   | 4%          | –     | –     | 27%    | 27%   | 10%    | 1%    | 2%     | 21%    | 6%    | 3%    | 3%    |       |       |       |       |      |      |      |       |      |       |      |      |       |      |      |      |
| Cluster17          | 24–26 mai 2022        | 2,373           | 0.5%               | 30%                             | 30%           | 30%   | 30%   | 30%         | –     | 2%    | 26%    | 26%   | 10.5%  | 10.5% | 1.5%   | 19%    | 6%    | 0.5%  | 4%    |       |       |       |       |      |      |      |       |      |       |      |      |       |      |      |      |
| OpinionWay-Kéa     | 19–24 mai 2022        | 2,845           | 2%                 | 25%                             | 25%           | 25%   | 25%   | 3%          | 2%    | 2%    | 26%    | 26%   | 11%    | 11%   | 3%     | 21%    | 5%    | –     | –     |       |       |       |       |      |      |      |       |      |       |      |      |       |      |      |      |
| Harris-Interactive | 20–23 mai 2022        | 2,331           | 3%                 | 28%                             | 28%           | 28%   | 28%   | –           | –     | –     | 26%    | 26%   | 9%     | 9%    | 2%     | 21%    | 7%    | 4%    | 4%    |       |       |       |       |      |      |      |       |      |       |      |      |       |      |      |      |
| Cluster17          | 17–19 mai 2022        | 2,950           | 0.5%               | 31%                             | 31%           | 31%   | 31%   | 31%         | –     | 1%    | 26%    | 26%   | 9%     | 9%    | 2%     | 20%    | 5.5%  | 1.5%  | 3.5%  |       |       |       |       |      |      |      |       |      |       |      |      |       |      |      |      |
| Ipsos-Sopra Steria | 16–19 mai 2022        | 11,247          | 1%                 | 27%                             | 27%           | 27%   | 27%   | 3%          | –     | –     | 28%    | 28%   | 9%     | 1%    | 1%     | 21%    | 6%    | 3%    | 3%    |       |       |       |       |      |      |      |       |      |       |      |      |       |      |      |      |
| Elabe              | 16–18 mai 2022        | 1,793           | 2%                 | 27.5%                           | 27.5%         | 27.5% | 27.5% | –           | –     | –     | 27%    | 27%   | 10%    | 10%   | 1%     | 21.5%  | 5%    | 6%    | 6%    |       |       |       |       |      |      |      |       |      |       |      |      |       |      |      |      |
| OpinionWay-Kéa     | 14–18 mai 2022        | 3,022           | 2%                 | 24%                             | 24%           | 24%   | 24%   | 3%          | 2%    | 2%    | 27%    | 27%   | 11%    | 11%   | 2%     | 22%    | 5%    | –     | –     |       |       |       |       |      |      |      |       |      |       |      |      |       |      |      |      |
| Ifop-Fiducial      | 13–16 mai 2022        | 1,884           | 1.5%               | 27%                             | 27%           | 27%   | 27%   | –           | –     | –     | 26%    | 26%   | 11%    | 11%   | 2.5%   | 23%    | 6%    | –     | 3%    |       |       |       |       |      |      |      |       |      |       |      |      |       |      |      |      |
| Harris-Interactive | 13–16 mai 2022        | 2,393           | 3%                 | 29%                             | 29%           | 29%   | 29%   | –           | –     | –     | 26%    | 26%   | 10%    | 10%   | 1%     | 23%    | 5%    | 3%    | 3%    |       |       |       |       |      |      |      |       |      |       |      |      |       |      |      |      |
| Cluster17          | 10–12 May 2022        | 2,967           | 1%                 | 31%                             | 31%           | 31%   | 31%   | 31%         | –     | –     | 27%    | 27%   | 9.5%   | 9.5%  | 2%     | 19%    | 5.5%  | 1%    | 4%    |       |       |       |       |      |      |      |       |      |       |      |      |       |      |      |      |
| Ifop-Fiducial      | 6–9 mai 2022          | 1,691           | 1.5%               | 28%                             | 28%           | 28%   | 28%   | –           | –     | –     | 27%    | 27%   | 11%    | 11%   | 2%     | 22%    | 6.5%  | –     | 2%    |       |       |       |       |      |      |      |       |      |       |      |      |       |      |      |      |
| Ifop-Fiducial      | 6–9 mai 2022          | 1,691           | 1%                 | 2%                              | 18%           | 6.5%  | 5.5%  | –           | –     | –     | 26%    | 26%   | 11%    | 11%   | 2%     | 21%    | 6%    | –     | 2%    |       |       |       |       |      |      |      |       |      |       |      |      |       |      |      |      |
| Harris-Interactive | 6–9 mai 2022          | 2,406           | 3%                 | 28%                             | 28%           | 28%   | 28%   | –           | –     | –     | 26%    |       | 9%     |       | 1%     | 24%    | 6%    | 3%    | 3%    |       |       |       |       |      |      |      |       |      |       |      |      |       |      |      |      |
| OpinionWay-Kéa     | 5–9 mai 2022          | 3,077           | 2%                 | 23%                             | 23%           | 23%   | 23%   | 3%          | 2%    | 2%    | 26%    |       | 12%    |       | 2%     | 23%    | 5%    | –     | –     |       |       |       |       |      |      |      |       |      |       |      |      |       |      |      |      |
| Cluster17          | 3–5 mai 2022          | 3,498           | 1%                 | 34%                             | 34%           | 34%   | 34%   | 34%         | –     | –     | 24.5%  |       | 8.5%   |       | 1.5%   | 19.5%  | 5%    | 2%    | 4%    |       |       |       |       |      |      |      |       |      |       |      |      |       |      |      |      |
| Harris-Interactive | 29 aprilie–2 mai 2022 | 2.366           | 2%                 | 2%                              | 19%           | 7%    | 7%    | 7%          | –     | –     | 24%    |       | 8%     |       | 1%     | 23%    | 6%    | 1%    | 1%    |       |       |       |       |      |      |      |       |      |       |      |      |       |      |      |      |
| Harris-Interactive | 29 aprilie–2 mai 2022 | 2.366           | 2%                 | 33%                             | 33%           | 33%   | 33%   | –           | –     | –     | 33%    | 33%   | 33%    |       | 30%    | 30%    | 30%   | 2%    | 2%    |       |       |       |       |      |      |      |       |      |       |      |      |       |      |      |      |
| Cluster17          | 27–28 aprilie 2022    | 2.659           | 1%                 | 2%                              | 20%           | 7.5%  | 5.5%  | 5.5%        | –     | –     | 24%    |       | 7.5%   |       | 2%     | 21%    | 6%    | 1%    | 2.5%  |       |       |       |       |      |      |      |       |      |       |      |      |       |      |      |      |
| Cluster17          | 27–28 aprilie 2022    | 2.659           | 1.5%               | 27%                             | 27%           | 27%   | 7%    | 7%          | –     | –     | 23%    |       | 9%     |       | 2%     | 21%    | 6.5%  | 1%    | 2%    |       |       |       |       |      |      |      |       |      |       |      |      |       |      |      |      |
| Cluster17          | 27–28 aprilie 2022    | 2.659           | 1%                 | 34%                             | 34%           | 34%   | 34%   | 34%         | –     | –     | 24%    |       | 9.5%   |       | 3%     | 24%    | 24%   | 1.5%  | 3%    |       |       |       |       |      |      |      |       |      |       |      |      |       |      |      |      |
| Harris-Interactive | 24–25 aprilie 2022    | 2.343           | 1%                 | 3%                              | 19%           | 8%    | 5%    | 5%          | –     | –     | 24%    |       | 8%     |       | 1%     | 23%    | 7%    | 1%    | 1%    |       |       |       |       |      |      |      |       |      |       |      |      |       |      |      |      |
| Harris-Interactive | 24–25 aprilie 2022    | 2.343           | 2%                 | 33%                             | 33%           | 33%   | 33%   | –           | –     | –     | 33%    | 33%   | 33%    |       | 31%    | 31%    | 31%   | 1%    | 1%    |       |       |       |       |      |      |      |       |      |       |      |      |       |      |      |      |
| Alegerile din 2017 | 11 iunie 2017         | –               | 0.77%              | 2.72%                           | 11.03%        | (ECO) | 9.51% | 1.60%       | 4.30% | 0.28% | 32.33% |       | 21.57% |       | 1.17%  | 13.20% | 0.30% | 0.90% | 1.93% |       |       |       |       |      |      |      |       |      |       |      |      |       |      |      |      |

### Proiecția locurilor după a doua rundă
| Firma de sondare                                                 | Dată                  | Mărime eșantion | NUPES                          | NUPES         | NUPES     | NUPES   | DVG   | EC      | DVC     | UDC     | DVD     | DLF     | RN      | REC     | EXD | Alții | Ind.  |    |     |     |    |   |   |    |   |   |   |   |
| Firma de sondare                                                 | Dată                  | Mărime eșantion | PCF                            | LFI           | PS        | EELV    | DVG   | EC      | DVC     | UDC     | DVD     | DLF     | RN      | REC     | EXD | Alții | Ind.  |    |     |     |    |   |   |    |   |   |   |   |
| ---------------------------------------------------------------- | --------------------- | --------------- | ------------------------------ | ------------- | --------- | ------- | ----- | ------- | ------- | ------- | ------- | ------- | ------- | ------- | --- | ----- | ----- | -- | --- | --- | -- | - | - | -- | - | - | - | - |
| Firma de sondare                                                 | Dată                  | Mărime eșantion | Alegerile legislative din 2022 | 19 iunie 2022 | –         | 131     | 131   | 131     | 131     | UDC     | DVD     | DLF     | RN      | REC     | EXD | Alții | Ind.  | 13 | 245 | 5   | 64 | 8 | 1 | 89 | – | 1 | 6 | 1 |
| Firma de sondare                                                 | Dată                  | Mărime eșantion | Euronews                       | 19 iunie 2022 | Exit poll | 149     | 149   | 149     | 149     | n/a     | 224     | n/a     | 78      | n/a     | –   | 89    | –     | –  | n/a | n/a |    |   |   |    |   |   |   |   |
| Ifop-Fiducial                                                    | 16–17 iunie 2022      | 1,399           | 160–190                        | 160–190       | 160–190   | 160–190 | 5–10  | 270–300 | –       | 50–70   | 6–8     | –       | 25–45   | –       | –   | 5–9   | 5–9   |    |     |     |    |   |   |    |   |   |   |   |
| Cluster17                                                        | 16–17 iunie 2022      | n/a             | 170–220                        | 170–220       | 170–220   | 170–220 | 7–10  | 230–290 | 3–5     | 65–75   | 3–5     | –       | 40–60   | –       | –   | 4–7   | 4–7   |    |     |     |    |   |   |    |   |   |   |   |
| Ipsos-Sopra Steria Arhivat în 21 iunie 2022, la Wayback Machine. | 15–16 iunie 2022      | 1.991           | 140–180                        | 140–180       | 140–180   | 140–180 | 12–24 | 265–305 | 2–4     | 60–80   | –       | –       | 20–50   | –       | –   | 5–10  | 5–10  |    |     |     |    |   |   |    |   |   |   |   |
| Elabe                                                            | 15–16 iunie 2022      | 1.801           | 150–200                        | 150–200       | 150–200   | 150–200 | 8–12  | 255–295 | 3–5     | 55–75   | 2–4     | –       | 30–50   | –       | 1–2 | 5–9   | 5–9   |    |     |     |    |   |   |    |   |   |   |   |
| OpinionWay-Kéa                                                   | 14–16 iunie 2022      | 1,028           | 165–210                        | 165–210       | 165–210   | 165–210 | –     | 275–305 | –       | 60–75   | –       | –       | 20–40   | –       | –   | 7–13  | 7–13  |    |     |     |    |   |   |    |   |   |   |   |
| Odoxa                                                            | 14–15 iunie 2022      | 1,881           | 179–225                        | 179–225       | 179–225   | 179–225 | 3–7   | 252–292 | –       | 42–62   | 2–8     | –       | 25–49   | –       | –   | 2–6   | 2–6   |    |     |     |    |   |   |    |   |   |   |   |
| Ifop-Fiducial                                                    | 14–15 iunie 2022      | 1,508           | 180–210                        | 180–210       | 180–210   | 180–210 | 3–7   | 265–300 | –       | 40–65   | 2–6     | –       | 20–40   | –       | –   | 3–7   | 3–7   |    |     |     |    |   |   |    |   |   |   |   |
| Harris-Interactive                                               | 12 iunie 2022         | 6,492           | 14–21                          | 97–117        | 25–41     | 25–40   | 2–8   | 257–297 | 0–1     | 45–65   | 3–8     | 0–1     | 23–45   | –       | –   | 5–10  | 5–10  |    |     |     |    |   |   |    |   |   |   |   |
| Harris-Interactive                                               | 12 iunie 2022         | 6,492           | 161–219                        |               |           |         | 2–8   | 257–297 | 0–1     | 45–65   | 3–8     | 0–1     | 23–45   | –       | –   | 5–10  | 5–10  |    |     |     |    |   |   |    |   |   |   |   |
| Ipsos-Sopra Steria Arhivat în 20 iunie 2022, la Wayback Machine. | 12 iunie 2022         | Exit poll       | 10–16                          | 96–115        | 20–30     | 24–29   | 15–25 | 255–295 | –       | 50–80   | 50–80   | –       | 20–45   | –       | –   | 10–17 | 10–17 |    |     |     |    |   |   |    |   |   |   |   |
| Ipsos-Sopra Steria Arhivat în 20 iunie 2022, la Wayback Machine. | 12 iunie 2022         | Exit poll       | 150–190                        |               |           |         | 15–25 | 255–295 | –       | 50–80   | 50–80   | –       | 20–45   | –       | –   | 10–17 | 10–17 |    |     |     |    |   |   |    |   |   |   |   |
| Elabe                                                            | 12 iunie 2022         | Exit poll       | 160–210                        | 160–210       | 160–210   | 160–210 | 7–13  | 260–295 | –       | 50–65   | 2–5     | –       | 25–35   | –       | 0–2 | 9–14  | 9–14  |    |     |     |    |   |   |    |   |   |   |   |
| Ipsos-Sopra Steria Arhivat în 19 iunie 2022, la Wayback Machine. | 10 iunie 2022         | 8,159           | 155–190                        | 155–190       | 155–190   | 155–190 | 18–30 | 275–315 | –       | 35–55   | 35–55   | –       | 20–45   | –       | –   | 5–10  | 5–10  |    |     |     |    |   |   |    |   |   |   |   |
| Harris-Interactive                                               | 8–10 iunie 2022       | 2,078           | 11–18                          | 90–110        | 22–37     | 22–38   | 4–12  | 265–305 | 0–2     | 38–58   | 3–8     | 0–1     | 25–48   | 0–3     | 0–1 | 5–10  | 5–10  |    |     |     |    |   |   |    |   |   |   |   |
| Harris-Interactive                                               | 8–10 iunie 2022       | 2,078           | 145–203                        |               |           |         | 4–12  | 265–305 | 0–2     | 38–58   | 3–8     | 0–1     | 25–48   | 0–3     | 0–1 | 5–10  | 5–10  |    |     |     |    |   |   |    |   |   |   |   |
| Ifop-Fiducial                                                    | 8–9 iunie 2022        | 1,831           | 180–210                        | 180–210       | 180–210   | 180–210 | 8–12  | 270–305 | –       | 40–55   | –       | –       | 15–35   | 0–2     | –   | 8–14  | 8–14  |    |     |     |    |   |   |    |   |   |   |   |
| Elabe                                                            | 8–9 iunie 2022        | 2,000           | 165–190                        | 165–190       | 165–190   | 165–190 | –     | 280–320 | –       | 40–60   | –       | –       | 25–50   | –       | –   | 10–15 | 10–15 |    |     |     |    |   |   |    |   |   |   |   |
| OpinionWay-Kéa                                                   | 5–8 iunie 2022        | 3,001           | 160–190                        | 160–190       | 160–190   | 160–190 | –     | 290–330 | –       | 50–70   | –       | –       | 13–33   | 0–2     | –   | 6–11  | 6–11  |    |     |     |    |   |   |    |   |   |   |   |
| Ipsos-Sopra Steria                                               | 6–7 iunie 2022        | 2,000           | 175–215                        | 175–215       | 175–215   | 175–215 | 10–18 | 260–300 | –       | 35–55   | 35–55   | –       | 20–50   | –       | –   | 5-10  | 5-10  |    |     |     |    |   |   |    |   |   |   |   |
| Ipsos-Sopra Steria                                               | 3–6 iunie 2022        | 10,826          | 160–200                        | 160–200       | 160–200   | 160–200 | 8–18  | 275–315 | –       | 30–55   | 30–55   | –       | 20–55   | –       | –   | 8–18  | 8–18  |    |     |     |    |   |   |    |   |   |   |   |
| Ifop-Fiducial                                                    | 3–6 iunie 2022        | 2,000           | 195–230                        | 195–230       | 195–230   | 195–230 | 4–8   | 250–290 | –       | 40–55   | –       | –       | 20–45   | 0–2     | –   | 6–12  | 6–12  |    |     |     |    |   |   |    |   |   |   |   |
| Harris-Interactive                                               | 3–6 iunie 2022        | 2,355           | 9–16                           | 71–97         | 20–35     | 20–36   | –     | 285–335 | 0–2     | 38–58   | 3–8     | 0–1     | 30–50   | 0–3     | 0–1 | 3–7   | 3–7   |    |     |     |    |   |   |    |   |   |   |   |
| Harris-Interactive                                               | 3–6 iunie 2022        | 2,355           | 120–184                        |               |           |         | –     | 285–335 | 0–2     | 38–58   | 3–8     | 0–1     | 30–50   | 0–3     | 0–1 | 3–7   | 3–7   |    |     |     |    |   |   |    |   |   |   |   |
| Elabe                                                            | 30 mai–1 iunie 2022   | 2,000           | 155–180                        | 155–180       | 155–180   | 155–180 | –     | 275–315 | –       | 40–65   | –       | –       | 35–65   | –       | –   | 10–15 | 10–15 |    |     |     |    |   |   |    |   |   |   |   |
| OpinionWay-Kéa                                                   | 28–31 mai 2022        | 3,008           | 160–190                        | 160–190       | 160–190   | 160–190 | –     | 290–330 | –       | 50–70   | –       | –       | 13–33   | 0–2     | –   | 6–11  | 6–11  |    |     |     |    |   |   |    |   |   |   |   |
| Harris-Interactive                                               | 27–30 May 2022        | 2,371           | 8–15                           | 54–80         | 18–33     | 16–32   | 0–6   | 300–350 | 0–1     | 35–55   | 3–8     | 0–1     | 35–55   | 0–3     | 0–1 | 3–7   | 3–7   |    |     |     |    |   |   |    |   |   |   |   |
| Harris-Interactive                                               | 27–30 May 2022        | 2,371           | 96–160                         |               |           |         | 0–6   | 300–350 | 0–1     | 35–55   | 3–8     | 0–1     | 35–55   | 0–3     | 0–1 | 3–7   | 3–7   |    |     |     |    |   |   |    |   |   |   |   |
| Ifop-Fiducial                                                    | 25–28 mai 2022        | 1,796           | 170–205                        | 170–205       | 170–205   | 170–205 | 5–10  | 275–310 | –       | 35–55   | –       | –       | 20–50   | 1–4     | –   | 8–15  | 8–15  |    |     |     |    |   |   |    |   |   |   |   |
| OpinionWay-Kéa                                                   | 19–24 mai 2022        | 2,845           | 155–185                        | 155–185       | 155–185   | 155–185 | –     | 295–335 | –       | 50–70   | –       | –       | 14–34   | –       | –   | 6–11  | 6–11  |    |     |     |    |   |   |    |   |   |   |   |
| Harris-Interactive                                               | 20–23 May 2022        | 2,331           | 9–16                           | 60–86         | 20–35     | 18–34   | –     | 295–345 | –       | 32–52   | –       | 0–1     | 42–68   | 0–3     | –   | 3–7   | 3–7   |    |     |     |    |   |   |    |   |   |   |   |
| Harris-Interactive                                               | 20–23 May 2022        | 2,331           | 107–171                        |               |           |         | –     | 295–345 | –       | 32–52   | –       | 0–1     | 42–68   | 0–3     | –   | 3–7   | 3–7   |    |     |     |    |   |   |    |   |   |   |   |
| Ipsos-Sopra Steria                                               | 16–19 mai 2022        | 11,247          | 165–195                        | 165–195       | 165–195   | 165–195 | –     | 290–330 | –       | 35–65   | –       | –       | 20–45   | –       | –   | 5–10  | 5–10  |    |     |     |    |   |   |    |   |   |   |   |
| Elabe                                                            | 16–18 mai 2022        | 1,793           | 160–185                        | 160–185       | 160–185   | 160–185 | –     | 290–330 | –       | 25–50   | –       | –       | 35–65   | –       | –   | 5–15  | 5–15  |    |     |     |    |   |   |    |   |   |   |   |
| OpinionWay-Kéa                                                   | 14–18 mai 2022        | 3,022           | 140–170                        | 140–170       | 140–170   | 140–170 | –     | 310–350 | –       | 50–70   | –       | –       | 15–35   | –       | –   | 5–10  | 5–10  |    |     |     |    |   |   |    |   |   |   |   |
| Harris-Interactive                                               | 13–16 mai 2022        | 2,393           | 8–15                           | 62–88         | 20–35     | 18–34   | –     | 300–350 | –       | 35–55   | –       | 0–1     | 48–75   | 0–2     | –   | 3–7   | 3–7   |    |     |     |    |   |   |    |   |   |   |   |
| Harris-Interactive                                               | 13–16 mai 2022        | 2,393           | 108–172                        |               |           |         | –     | 300–350 | –       | 35–55   | –       | 0–1     | 48–75   | 0–2     | –   | 3–7   | 3–7   |    |     |     |    |   |   |    |   |   |   |   |
| Harris-Interactive                                               | 6–9 mai 2022          | 2,406           | 8–15                           | 60–85         | 20–35     | 17–33   | –     | 300–350 | –       | 30–48   | –       | 0–1     | 52–80   | 0–2     | –   | 3–7   | 3–7   |    |     |     |    |   |   |    |   |   |   |   |
| Harris-Interactive                                               | 6–9 mai 2022          | 2,406           | 105–168                        |               |           |         | –     | 300–350 | –       | 30–48   | –       | 0–1     | 52–80   | 0–2     | –   | 3–7   | 3–7   |    |     |     |    |   |   |    |   |   |   |   |
| OpinionWay-Kéa                                                   | 5–9 mai 2022          | 3,077           | 135–165                        | 135–165       | 135–165   | 135–165 | –     | 310–350 | –       | 50–70   | –       | –       | 20–40   | –       | –   | 5–10  | 5–10  |    |     |     |    |   |   |    |   |   |   |   |
| Harris-Interactive                                               | 29 aprilie–2 mai 2022 | 2.366           | 5–10                           | 25–45         | 1–5       | 20–40   | –     | 338–378 | –       | 35–65   | –       | –       | 65–95   | –       | –   | 3–7   | 3–7   |    |     |     |    |   |   |    |   |   |   |   |
| Harris-Interactive                                               | 29 aprilie–2 mai 2022 | 2.366           | 70–90                          | 70–90         | 70–90     | 70–90   | –     | 336–376 | 336–376 | 336–376 | 336–376 | 110–140 | 110–140 | 110–140 | –   | 3–7   | 3–7   |    |     |     |    |   |   |    |   |   |   |   |
| Harris Interactive                                               | 24–25 aprilie 2022    | 2.343           | 5–10                           | 25–45         | 20–40     | 1–5     |       | 328–368 |         | 35–65   |         | –       | 75–105  | –       |     |       | 3–7   |    |     |     |    |   |   |    |   |   |   |   |
| Harris Interactive                                               | 24–25 aprilie 2022    | 2.343           | 73–93                          | 73–93         | 73–93     | 73–93   |       | 326–366 | 326–366 | 326–366 |         | 117–147 | 117–147 | 117–147 |     |       | 3–7   |    |     |     |    |   |   |    |   |   |   |   |
| Alegerile din 2017                                               | 18 iunie 2017         | –               | 10                             | 17            | 30        | 1       |       | 350     |         | 130     |         | 1       | 8       | –       |     |       | 3     |    |     |     |    |   |   |    |   |   |   |   |

## Rezultate

Harta simplificată a primului tur al alegerilor legislative din Franța din 2022 care arată ce grup a condus în fiecare circumscripție.

Hartă simplificată care arată ce partid/alianță a câștigat fiecare loc după runda a doua.

Harta alegerilor arată partidul câștigător din fiecare circumscripție după al doilea tur.

| Partide și coaliții                              | Partide și coaliții                        | Partide și coaliții                        | Partide și coaliții                        | Turul I    | Turul I | Turul I    | Turul II   | Turul II | Turul II | Total  | Total  |
| Partide și coaliții                              | Partide și coaliții                        | Partide și coaliții                        | Partide și coaliții                        | Voturi     | %       | Locuri     | Voturi     | %        | Locuri   | Locuri | %      |
| ------------------------------------------------ | ------------------------------------------ | ------------------------------------------ | ------------------------------------------ | ---------- | ------- | ---------- | ---------- | -------- | -------- | ------ | ------ |
|                                                  |                                            | La République En Marche!                   | LREM                                       |            |         | 0          |            |          | 168      | 168    |        |
|                                                  | Mișcarea Democrată                         | MoDem                                      |                                            |            | 0       |            |            | 48       | 48       |        |        |
|                                                  | Orizonturi                                 | H                                          |                                            |            | 1       |            |            | 26       | 27       |        |        |
|                                                  | Alte partide și politiceni centriști       | DVC                                        |                                            |            | 0       |            |            |          |          |        |        |
| Ensemble                                         | Ensemble                                   | Ensemble                                   | Ensemble                                   | 5,857,364  | 25.75   | 1          | 8,002,419  | 38.57    | 244      | 245    | 42.46  |
|                                                  |                                            | La France Insoumise                        | LFI                                        |            |         | 4          |            |          | 68       | 72     |        |
|                                                  | Polul Ecologist                            | PE                                         |                                            |            | 0       |            |            | 27       | 27       |        |        |
|                                                  | Partidul Socialist                         | PS                                         |                                            |            | 0       |            |            | 26       | 26       |        |        |
|                                                  | Partidul Comunist Francez                  | PCF                                        |                                            |            | 0       |            |            | 12       | 12       |        |        |
|                                                  | Alte partide și politicieni de stânga      | DVG                                        |                                            |            | 0       |            |            |          |          |        |        |
| Noua Uniune Populară Ecologistă și Socială       | Noua Uniune Populară Ecologistă și Socială | Noua Uniune Populară Ecologistă și Socială | Noua Uniune Populară Ecologistă și Socială | 5,836,079  | 25.66   | 4          | 6,556,198  | 31.60    | 127      | 131    | 22.70  |
|                                                  | Adunarea Națională                         | Adunarea Națională                         | RN                                         | 4,248,626  | 18.68   | 0          | 3,589,465  | 17.30    | 89       | 89     | 15.42  |
|                                                  |                                            | Republicanii                               | LR                                         | 2,370,440  | 10.42   | 0          | 1,447,838  | 6.98     | 61       | 61     | 10.57  |
|                                                  | Uniunea Democraților și Independenților    | UDI                                        | 198,062                                    | 0.87       | 0       | 64,443     | 0.31       | 3        | 3        | 0.52   |        |
|                                                  | Alte partide și politicieni de dreapta     | DVD                                        | N/A                                        | N/A        | 0       |            |            |          |          |        |        |
| Uniunea de Centru-Dreapta                        | Uniunea de Centru-Dreapta                  | Uniunea de Centru-Dreapta                  | Uniunea de Centru-Dreapta                  | 2,568,502  | 11.29   | 0          | 1,512,281  | 7.29     | 64       | 64     | 11.09  |
|                                                  | Reconquête                                 | Reconquête                                 | R!                                         | 964,868    | 4.24    | 0          | -          | -        | -        | -      | -      |
|                                                  | Stânga diversă (neafiliată)                | Stânga diversă (neafiliată)                | DVG                                        | 840,348    | 3.70    | 0          | 443,282    | 2.14     | 22       | 22     | 3.81   |
|                                                  | Regionaliști                               | Regionaliști                               | REG                                        | 291,392    | 1.28    | 0          |            |          | 0        | 0      |        |
|                                                  | Ecologiști (neafiliați)                    | Ecologiști (neafiliați)                    | ECO                                        | 608,179    | 2.67    | 0          |            |          | 0        | 0      |        |
|                                                  | Centriști (neafiliați)                     | Centriști (neafiliați)                     | DVC                                        | 283,613    | 1.25    | 0          | 99,145     | 0.48     | 4        | 4      | 0.69   |
|                                                  | Uniunea pentru Franța                      | Uniunea pentru Franța                      | UPF                                        | 249,610    | 1.10    | 0          | 19,306     | 0.09     | 1        | 1      | 0.17   |
|                                                  | Extrema stângă (neafiliată)                | Extrema stângă (neafiliată)                | EXG                                        | 266,371    | 1.17    | 0          | 11,229     | 0.05     | 0        | 0      | 0.00   |
|                                                  | Extrema dreaptă (neafiliată)               | Extrema dreaptă (neafiliată)               | EXD                                        | 6,457      | 0.03    | 0          |            |          | 0        | 0      |        |
|                                                  | Alții                                      | Alții                                      | DIV                                        | 192,630    | 0.85    | 0          | 18,295     | 0.09     | 1        | 1      | 0.17   |
|                                                  |                                            |                                            |                                            |            |         |            |            |          |          |        |        |
| Total                                            | Total                                      | Total                                      | Total                                      | 22,744,708 | 100.00  | 5          | 20,747,470 | 100.00   | 572      | 577    | 100.00 |
|                                                  |                                            |                                            |                                            |            |         |            |            |          |          |        |        |
| Voturi valide                                    | Voturi valide                              | Voturi valide                              | Voturi valide                              | 22,744,708 | 97.80   |            | 20,747,470 | 92.36    |          |        |        |
| Voturi albe                                      | Voturi albe                                | Voturi albe                                | Voturi albe                                | 362,193    | 1.55    | 1,235,844  | 5.50       |          |          |        |        |
| Voturi nule                                      | Voturi nule                                | Voturi nule                                | Voturi nule                                | 149,306    | 0.65    | 480,962    | 2.14       |          |          |        |        |
| Prezența                                         | Prezența                                   | Prezența                                   | Prezența                                   | 23,256,207 | 47.51   | 22,464,276 | 46.23      |          |          |        |        |
| Abțineri                                         | Abțineri                                   | Abțineri                                   | Abțineri                                   | 25,697,541 | 52.49   | 26,125,084 | 53.77      |          |          |        |        |
| Votanți înregistrați                             | Votanți înregistrați                       | Votanți înregistrați                       | Votanți înregistrați                       | 48,953,748 | 100.00  | 48,589,360 | 100.00     |          |          |        |        |
|                                                  |                                            |                                            |                                            |            |         |            |            |          |          |        |        |
| Sources: Ministerul Afacerilor Interne, Le Monde |                                            |                                            |                                            |            |         |            |            |          |          |        |        |

## Analiză

### Prima rundă
După prima rundă, Noua Uniune Populară Ecologistă și Socială (NUPES) și Ensemble Citoyens (Ensemble) au obținut în jur de 26%. Pe fondul pierderilor semnificative din partea dreaptă a spectrului politic pentru Republicani (LR) și Uniunea de Dreapta și Centru (UDC), rezultatele pentru alianța centristă Ensemble a lui Emmanuel Macron au arătat că a preluat spectrul de centru-dreapta. Extrema dreaptă a obținut rezultate mixte; în timp ce Adunarea Națională (RN) a obținut 18% și este foarte probabil să obține suficiente locuri pentru a forma un grup parlamentar, partidul Reconquête a lui Éric Zemmour a obținut doar 4%, și nu a reușit să obțină un loc, și liderul RN Marine le Pen trebuie să treacă prin turul doi pentru locul ei din cauza prezenței scăzute la vot. Cei din stânga franceză care au refuzat să se alăture NUPES făceau fie parte din Federația Stângii Republicane, fie din stânga diversă. Primul tur a confirmat prăbușirea spectrului de centru-stânga și puterea La France Insoumise a lui Jean-Luc Mélenchon la alegerile prezidențiale din Franța din 2022; dintre cei peste 70 de candidați dizidenți, doar 15 s-au calificat în turul doi.
Au existat unele controverse în ceea ce privește rezultatele între Ministerul de Interne și știrile franceze, precum Le Monde, în special dacă NUPES sau Ensemble au terminat pe primul loc; acest lucru s-a datorat unor candidați NUPES, printre alții inclusiv de dreapta precum UDC, care nu au avut afilierea înregistrată de Ministerul de Interne, lucru pe care presa franceză și Le Monde l-au luat în considerare. NUPES a terminat fie pe locul al doilea (după Ministerul de Interne), fie pe primul loc (după Le Monde), puțin în spatele sau înaintea Ensemble (25,75–25,66% pe Ministerul de Interne și 26,1–25,9% pe Le Monde).

### A doua rundă
Al doilea tur de scrutin a avut o prezență mai mare decât cea de la alegerile legislative din Franța din 2017 dar nu a reuști să o depășească pe cea din primul tur din 2017. Alianța de centru-dreapta Ensemble și-a pierdut majoritatea absolută în parlament, dar a reușit să câștige un număr de 234 de locuri. NUPES a câștigat 131 de locuri, în timp ce RN a câștigat 89 de locuri, un scor fără precedent și a devenit al doilea cel mai mare grup din opoziția parlamentară, eclpsând coaliția UDC, care se preconizează că a câștigat 64 de locuri. Acesta este cel mai bun rezultat din istoria extremei drepte în cea de A Cincea Republică Franceză, și cel mai bun per total de la sfârșitul secolului 19. Mai multe posturi de știri, precum Le Monde, au dat un rezultat diferit în ceea ce privește numărul final de locuri, cu Ensemble cu 247 de locuri, NUPES cu 142 de locuri și, respectiv, UDC cu 64 de locuri. Acest lucru se datorează diferențelor în ceea ce privește candidații, în special în circumscripțiile franceze de peste mări, fiind clasificați ca membri ai acestor alianțe sau nu.
Alegerile au rezultat într-un parlament suspendat și au fost primele de la stabilirea mandatului de cinci ani în 2000, precum și primele din 1988, în care președintele în exercițiu nu a avut majoritate în Parlament. Rezultatele au fost văzute ca o înfrângere majoră pentru Macron, Ministrul de Finanțe, Bruno Le Maire, a numit rezultatul un „șoc democratic” și a spus că, dacă celelalte blocuri nu ar coopera, „acest lucru ne-ar bloca capacitatea de a reforma și de a-i proteja pe francezi”. Borne a comentat: „Rezultatul este un risc pentru țara noastră, având în vedere provocările cu care trebuie să ne confruntăm.” LR, partidul lider al UDC, a fost considerat a fi kingmaker-ul și ar putea juca un rol pentru Macron pentru a-și păstra majoritatea prezidențială; însă, Christian Jacob, președintele LR și liderul UDC, a declarat că partidul său va rămâne în opoziție, ceea ce înseamnă că partidul lui Macron nu va avea controlul legislativului. Mélenchon a spus că NUPES și stânga franceză ar trebui să formeze un grup parlamentar unic, pentru a evita ca RN să devină cel mai mare grup de opoziție din Parlament.

## Urmări
Din cauza pierderii majorității Ensemble Citoyens în Adunarea Națională, aceștia au acum nevoie de 44 de locuri pentru a forma o majoritate. Aceasta înseamnă că vor trebui să găsească sprijin din partea parlamentarilor din partea stângă și dreaptă a politicii pentru a ajuta la constituirea unui guvern majoritar funcțional. În ciuda faptului că nu exclude orice înțelegere cu niciun partid, în prezent se speculează că președintele Emmanuel Macron și Ensemble urmăresc un acord cu UDC. Liderul Republicanilor și UDC, Christian Jacob, a confirmat că va lua parte la discuțiile cu Macron.
Fosta lideră a Adunării Naționale și fostă candidată la președinție, Marine Le Pen a declarat că va lua parte la discuții, de asemenea, alături de liderii a două partide din NUPES, liderul Socialiștilor, Olivier Faure, și liderul Comuniștilor, Fabien Roussel, care au, de asemenea, a declarat că vor lua parte la discuții cu Macron, în timp ce liderul La France Insoumise, Jean-Luc Mélenchon a confirmat că nu va lua parte la discuții.